# Ikebukuro West Gate Park
Ikebukuro West Gate Park (池袋ウエストゲートパーク?), generalmente referido por sus iniciales IWGP, es una serie de novelas de misterio urbano de Ira Ishida. Fue adaptado a una serie dramática de televisión dirigida por Tsutsumi Yukihiko. El drama televisivo luego obtuvo una adaptación de manga. Una adaptación de la serie de televisión de anime de la novela original de Doga Kobo se emitió de octubre a diciembre de 2020.

## Sinopsis
La serie gira en torno a Makoto, de 20 años, que con frecuencia se ve envuelto en situaciones muy peligrosas, generalmente en contra de su propio juicio.

## Personajes
Makoto Majima (真島誠 Majima Makoto?)
Seiyū: Kentarō Kumagai
Rika Nakamura (中村リカ Nakamura Rika?)
Hikaru Shibusawa (渋沢光 Shibusawa Hikaru?)
Takashi Ando (安藤崇 Ando Takashi?) (G Boys King)

## Medios

### Anime
El 2 de septiembre de 2019, se anunció que la serie de novelas recibiría una adaptación de serie de televisión de anime de Doga Kobo. La serie fue dirigida por Tomoaki Koshida, con Fumihiko Shimo a cargo de la composición de la serie, Junichirō Taniguchi diseñando los personajes y Daijirō Nakagawa y Ryūichi Takada componiendo la música. La serie se estrenó originalmente en julio de 2020. Sin embargo, se retrasó hasta el 6 de octubre debido a la Pandemia de COVID-19. The Pinballs interpretó el tema de apertura "Needle Knot", mientras que Innosent in Formal interpretó el tema final "after song". Funimation adquirió la serie y la transmitió en su sitio web en América del Norte y las islas británicas, y en AnimeLab en Australia y Nueva Zelanda. La serie duró 12 episodios.